# Luxusní automobil

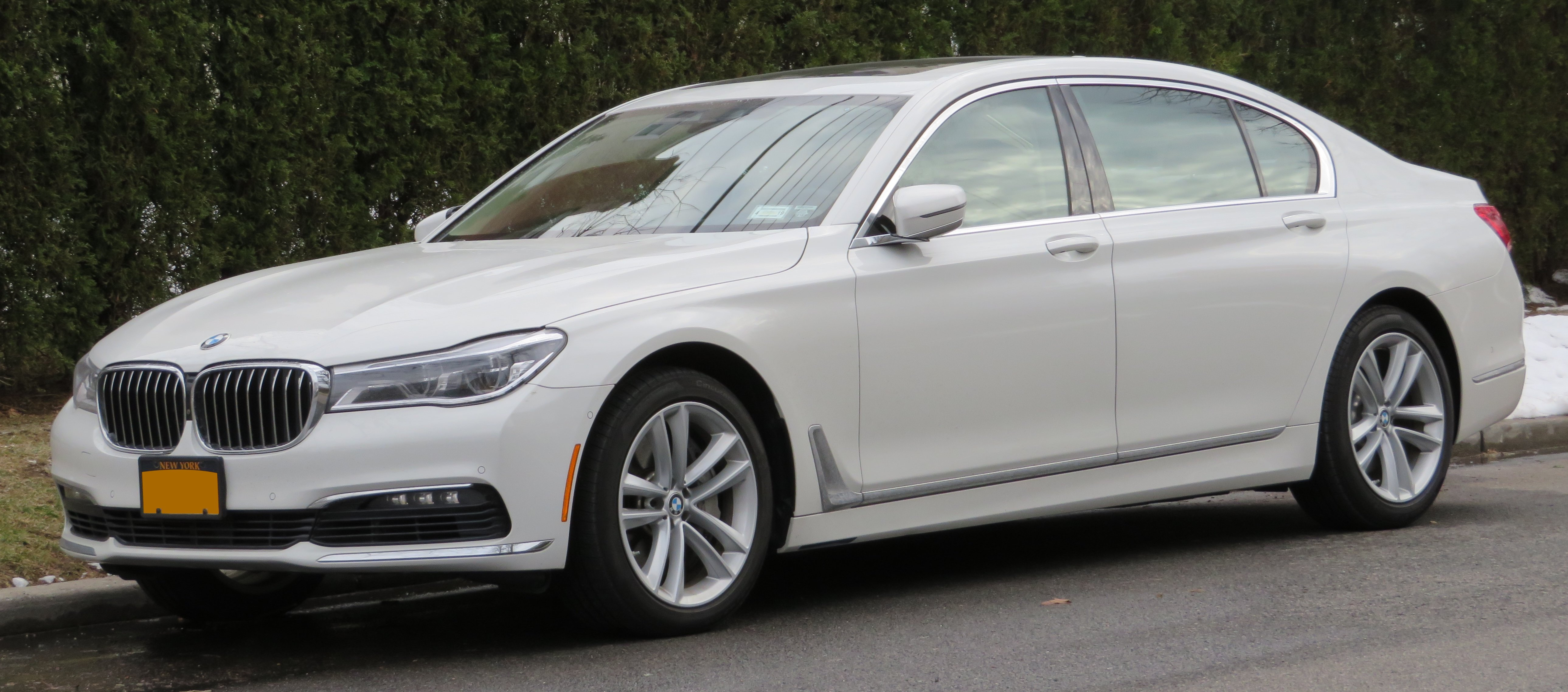
BMW

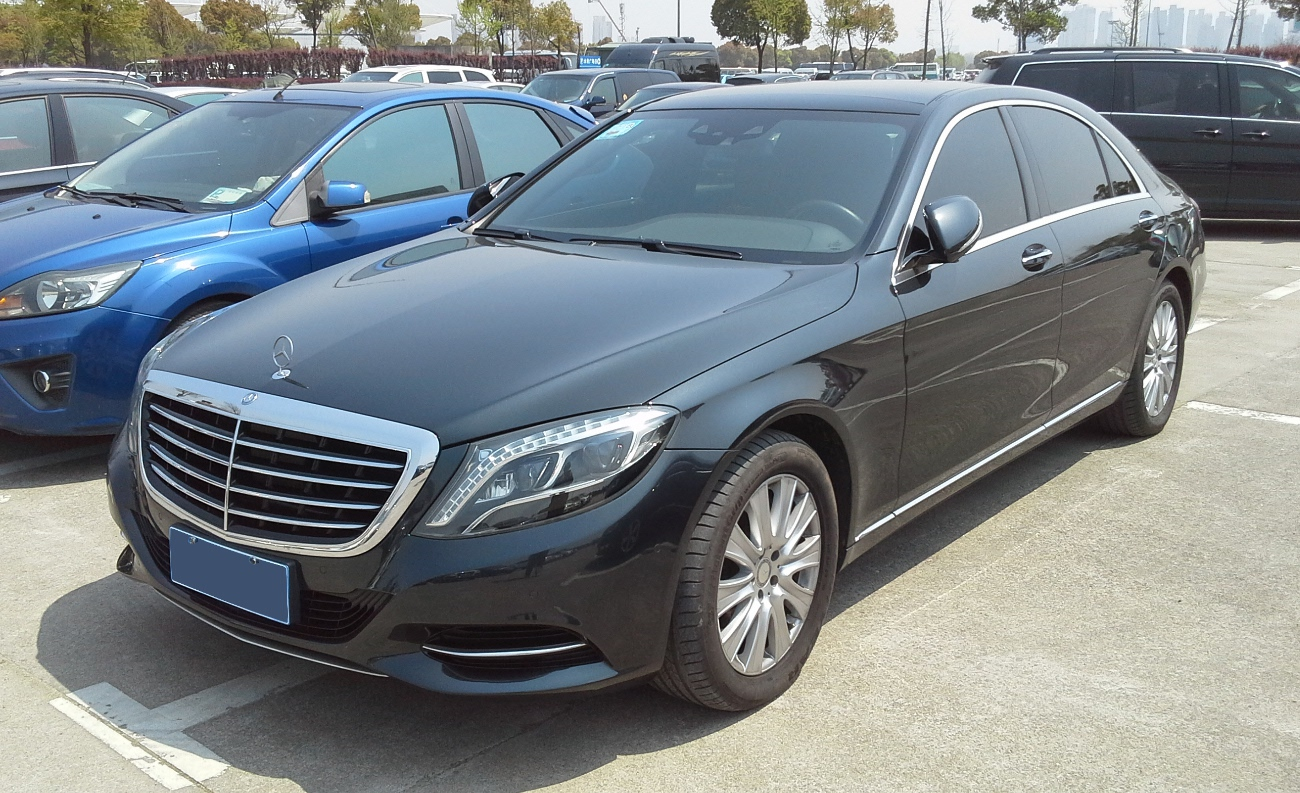
Mercedes-Benz třídy S

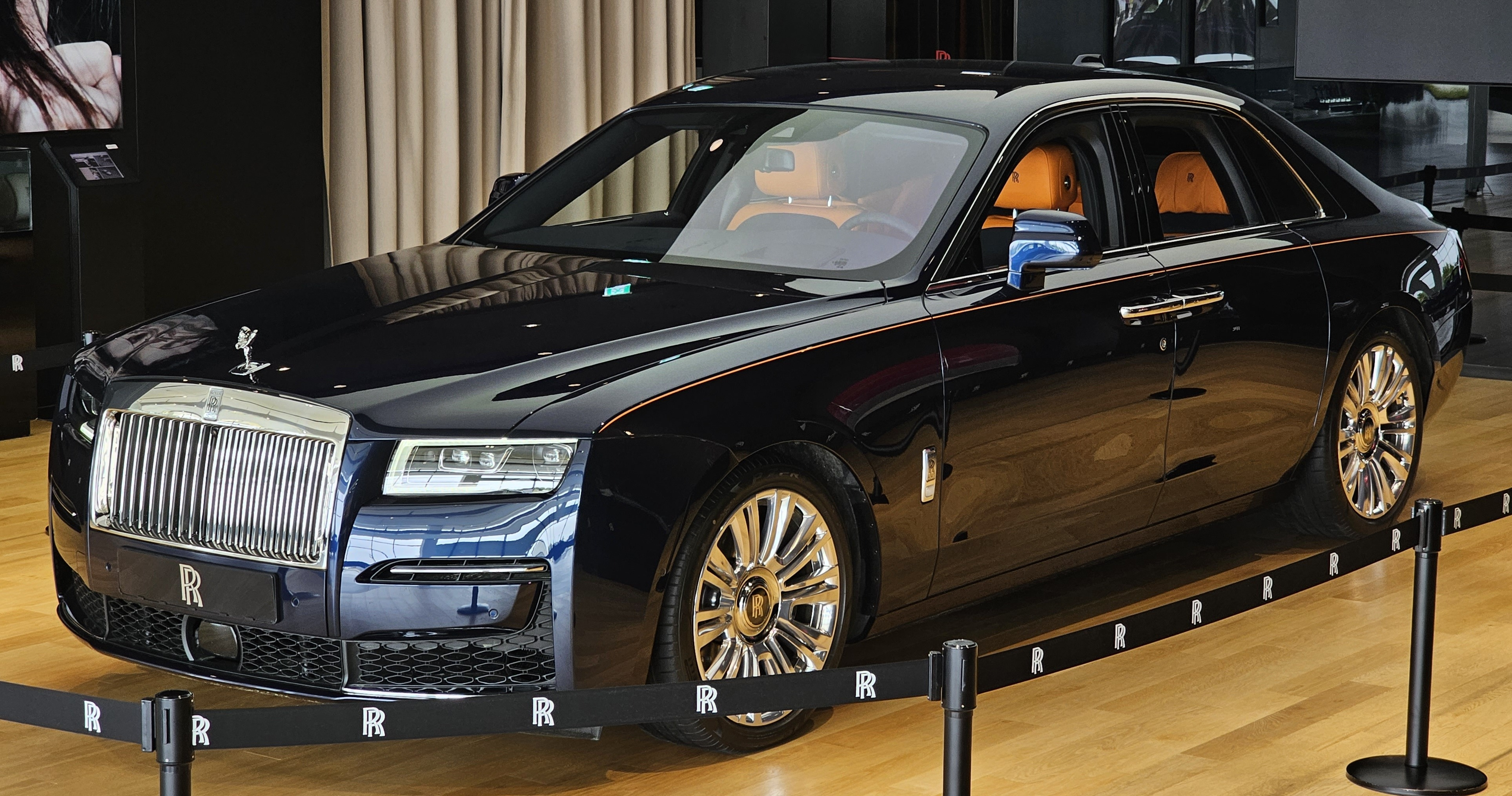
Rolls-Royce

Luxusní automobily (označuje se jako segment F, též luxusní limuzíny) je označení pro třídu osobních automobilů větších než automobily vyšší střední třídy. Jedná se obvykle o sedany (limuzíny). Poskytují velký komfort především na zadních sedadlech. V Evropě segmentu dominují německé vozy. Dražší auta potom většinou používají podnikatelé. Sedadla bývají vyhřívaná a kožená.

## Externí odkazy

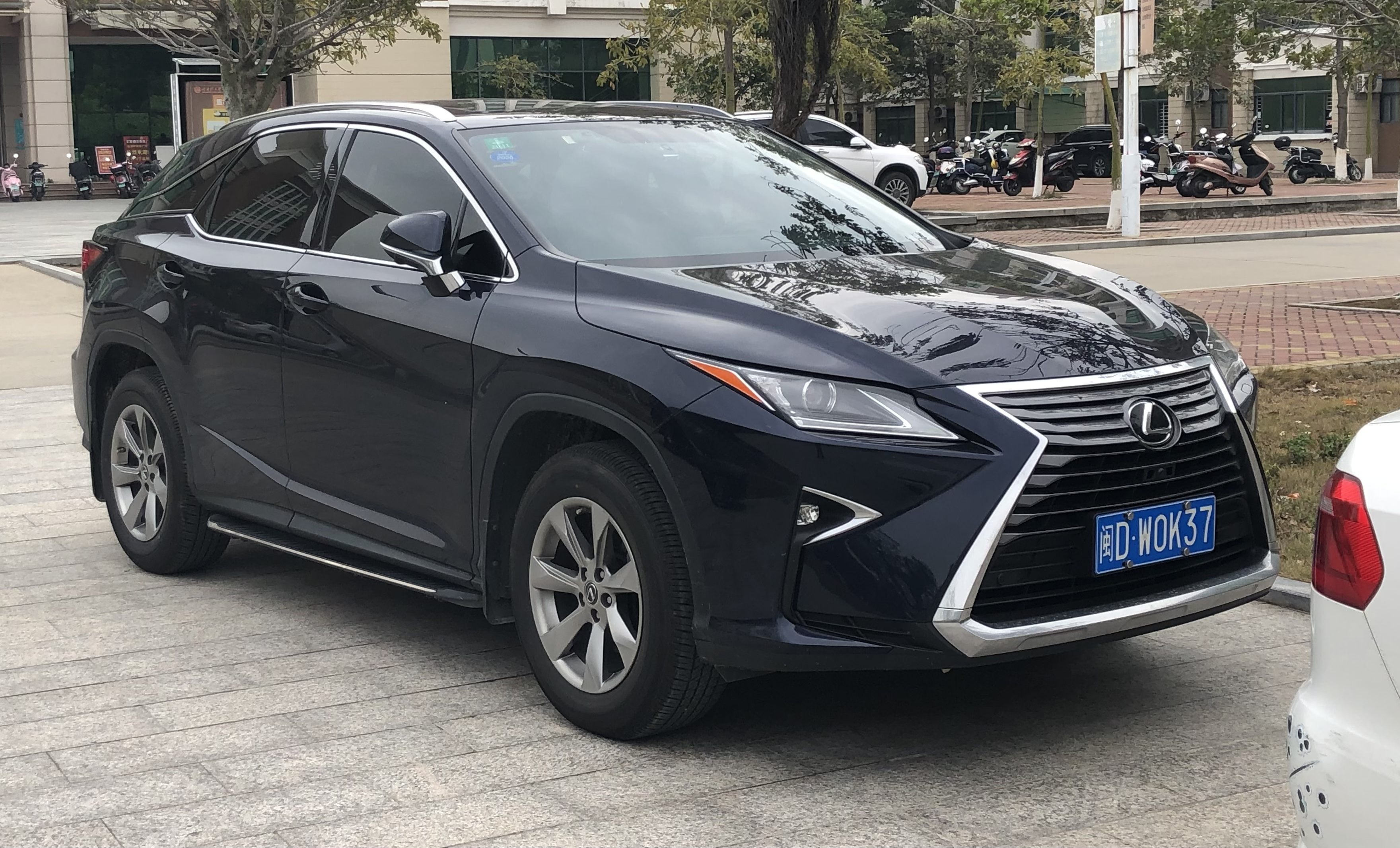
Lexus

## Příklady luxusních evropských automobilek
- Bentley
- BMW (řada 7)
- Maybach
- Mercedes-Benz (třída S)
- Rolls-Royce

## Příklady luxusních amerických automobilek

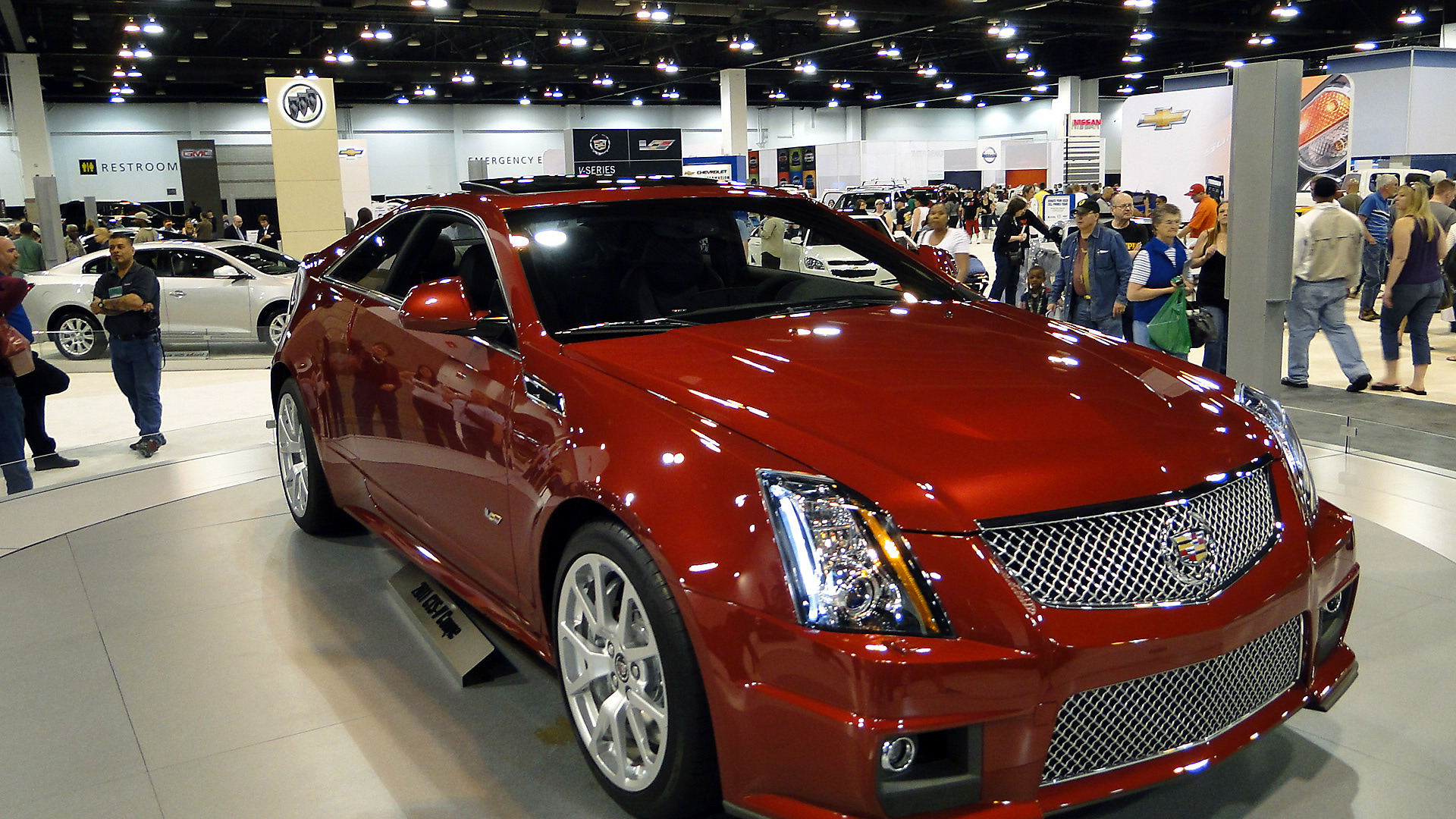
Cadilac

- Cadillac
- ChevroletCadilac

## Příklady luxusních asijských automobilek

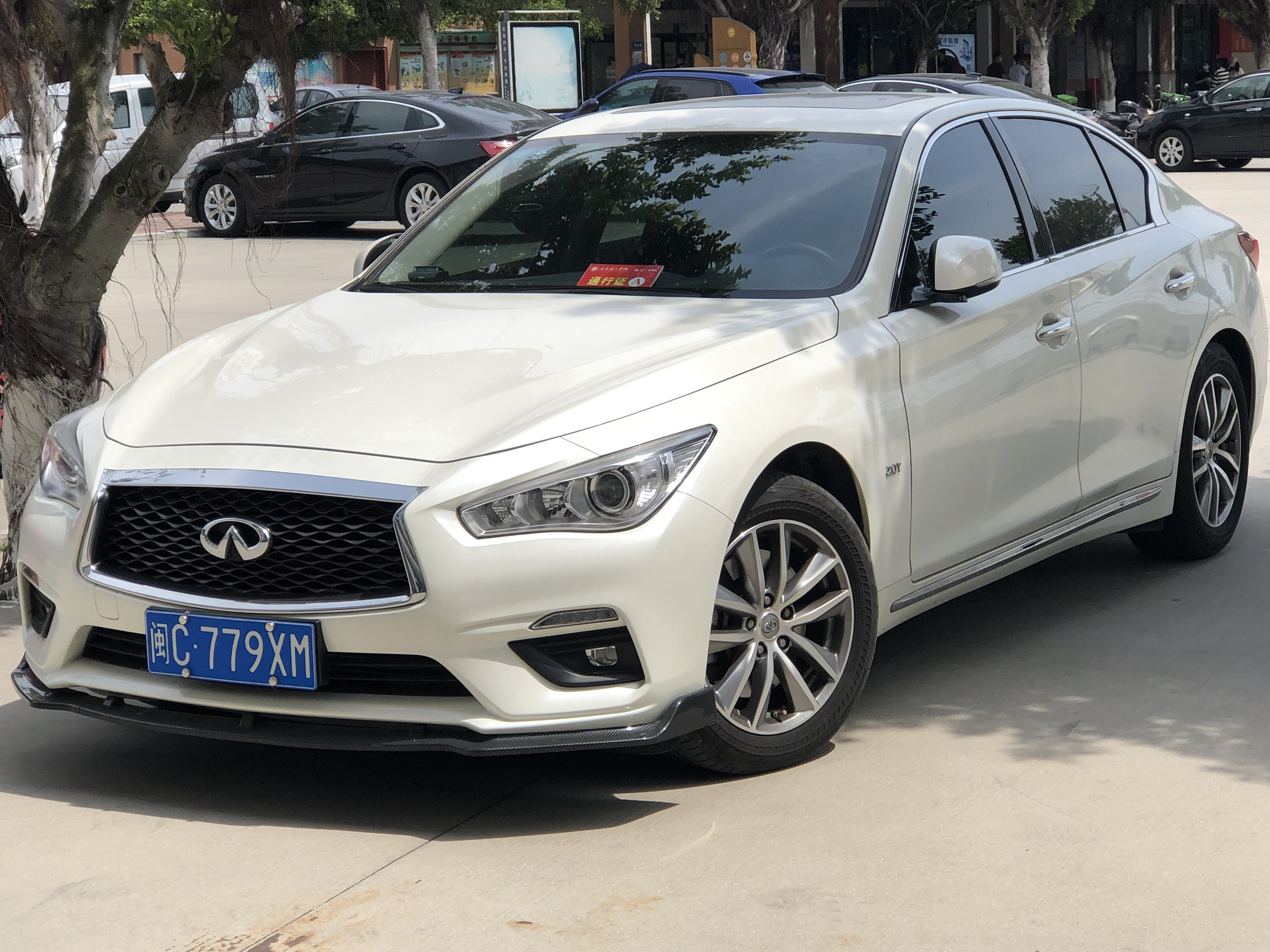
Infiniti

- Lexus
- Infiniti
- GenesisInfiniti